# The Country Wit
 (mars 2025).
Si vous disposez d'ouvrages ou d'articles de référence ou si vous connaissez des sites web de qualité traitant du thème abordé ici, merci de compléter l'article en donnant les références utiles à sa vérifiabilité et en les liant à la section « Notes et références ».
 (mars 2025).
The Country Wit (Le Campagnard homme d'esprit) est une comédie de la Restauration anglaise, en quatre actes et en prose, de John Crowne. Elle a été jouée pour la première fois à Londres au Théâtre de Dorset Garden en 1675.

## Personnages
- Hommes
  - Sir Thomas Rash : père de Christina
  - Ramble : un jeune gentilhomme turbulent de la ville, amoureux de Christina
  - Merry : son domestique
  - Sir Mannerly Shallow : un chevalier stupide venant de la campagne
  - Booby : son domestique, balourd et bête
  - Lord Drybone : un vieux lord débauché, qui garde chez lui une jeune fille, qui l'abuse et se moque de lui
  - Tom Rash : le portier de sir Thomas Rash, et son presque parfait homonyme

- Femmes
  - Lady Faddle : tante de sir Mannerly Shallow
  - Christina : fille de sir Thomas Rash, amoureuse de Ramble
  - Betty Frisque : une jeune coquette, gardée par lord Drybone
  - Cis : sa femme de chambre
  - Goody Rash, femme de Tom Rash, le portier, et marchande de pommes
  - Winnifred Rash : sa fille
  - Isabella, suivante de Christina
  - Bridget, servante de lady Faddle
- Un commissaire, un garde, des joueurs de violon et des domestiques

## Noms des personnages
La comédie des humeurs a fondé son comique sur certains personnages gouvernés par un trait de caractère particulièrement fort et caractéristique, qui les fait se retrouver dans des situations cocasses ou ridicules. Ce trait de caractère était souvent souligné par le nom donné au personnage. Cette tradition s'est maintenue dans la comédie de la Restauration, comme dans The Country Wit. Sauf indication contraire, les traductions sont tirées, pour des raisons de proximité historique, soit d'Abel Boyer, The Royal Dictionary, English and French, W. Innys, Londres, 1755, soit de révérend Joseph Wilson, A French and English Dictionary, Joseph Ogle Robinson, Londres, 1833.
- Ramble : coureur, rôdeur
- Rash : précipité, inconsidéré, violent, mal avisé, peu sage
- Mannerly Shallow : (poliment, civilement) + (superficiel, léger, frivole, futile, insipide, sans esprit)
- Merry : gai, enjoué, amusant, goguenard
- Booby : sot, benêt, nigaud
- Drybone : os sec
- Faddle : niaiseries, balivernes, sottises, sornettes
- Frisque, frisk : activité sexuelle intense[1]
- Drawell, le peintre : draw well, dessine bien

## Détail de l'intrigue

### Acte I
Sir Thomas Rash annonce à sa fille, Christina, qu'il va la marier le lendemain à un gentilhomme campagnard, sir Mannerly Shallow, neveu de lady Faddle. Personne ne connaît ce gentilhomme qui n'a jamais quitté sa campagne du Cumberland. Christina, qui est amoureuse de Ramble, proteste de ce choix, soutenue par sa femme de chambre, Isabella, qui est encore plus acerbe qu'elle.
| Christina — Je ne doute pas, monsieur, que vous avez prudemment considéré la chose, mais que cela soit assez ou trop peu, une question demeure cependant. En effet, rappelez-vous s'il vous plaît qu'il y n'a que quelques jours que vous y avez pensé la première fois et que, dans la même heure, vous vous y êtes décidé. Aussi, bien que je ne doute pas que vous ayez examiné la question le mieux qu'il était possible, vous n'avez certainement pas accordé le temps suffisant à une affaire aussi sérieuse. Sir Thomas — Pas le temps suffisant ! Pourquoi devrais-je examiner le temps requis ? D'un côté ma fille Christina et sa dot de 5 000 £, et de l'autre un jeune baronnet, sir Mannerly Shallow, et sa rente annuelle de 2 000 £. En résumé, il n'y a plus rien à considérer. L'affaire est conclue, le contrat a été rédigé entre lady Faddle et moi, avec le consentement de son neveu, sir Mannerly Shallow. Celui-ci arrivera en ville demain ; et demain, il se mariera avec toi, avant même d'aller se coucher ; non, avant même d'enlever ses bottes ; non, avant même qu'il descende de cheval. Il se mariera sur son cheval, et demain tu seras marié. Isabella — Et il la couchera sur son cheval aussi ? Sir Thomas — Comment, impertinente ! Vas-tu continuer ainsi à m'interrompre ? Sors d'ici ! |

Christina essaye d'argumenter calmement avec son père contre ce mariage précipité, tandis qu'Isabella continue d'interrompre sir Thomas, ce qui ne fait que le buter davantage. Enfin celui-ci permet à cette dernière de présenter ses arguments, certain de pouvoir y répondre facilement.
| Sir Thomas — Je te laisse carte blanche pour plaider cette cause comme tu veux. Puisqu'elle veut raisonner, je vais raisonner avec elle. Vas-y ! Isabella — Vous reconnaîtrez, monsieur, que sir Mannerly est un gentilhomme campagnard. Sir Thomas — C'est exactement ce que je souhaitais. Isabella — Quelqu'un qui n'a même jamais vu Londres. Sir Thomas — C'est exactement ce que je souhaitais. Isabella — Quelqu'un qui n'a été éduqué qu'à la campagne. Sir Thomas — C'est exactement ce que je souhaitais. Isabella — Quelqu'un qui ne connaît rien à part ce qui touche aux chiens et aux chevaux, qui n'a jamais vu de meilleures assemblées que celles des comices agricoles, des combats de coqs et des courses de chevaux. Sir Thomas — C'est tout ce que je souhaitais. |

La discussion se poursuit ainsi, jusqu'à ce que sir Thomas, excédé, finisse par poursuivre Isabella en la menaçant de sa cane, tandis que sa fille Christina essaie de le calmer. Sir Thomas conclut que si sa fille refuse de se marier avec sir Mannerly, il la déshéritera. Celle-ci lui rappelle qu'il l'avait promise auparavant à Ramble. Mais sir Thomas ne veut plus entendre parler de celui-ci, qu'il considère comme un débauché, qui, depuis trois mois qu'il est rentré de France, a débauché quatre femmes et s'est battu cinq fois en duel. Sur ce point, Isabella est de l'avis de son maître : « Autant je n'aimerais pas que vous soyez mariée à un imbécile que vous ne pourriez aimer, autant je n'aimerais pas que vous le soyez avec un individu faux qui ne vous aimera pas. »
Lady Faddle arrive alors, porteuse de nouvelles :
| Lady Faddle — Cher sir Thomas, j'ai reçu à l'instant une lettre qui me donne des nouvelles, que vous ne trouverez pas désagréables, j'en suis persuadée : « Chritty ! Comment vas-tu douce Chritty ? Tu as un adorateur très passionné qui se poste à tes autels. Ton amoureux vole vers toi sur les ailes de l'amour et de l'honneur, comme disent les poètes dans leurs pièces. » Christina — Quelles sont ces bêtises ? Sir Thomas — Ces nouvelles, j'en suis certain, viennent de votre neveu, sir Mannerly. Lady Faddle — Vous avez parfaitement deviné. Il m'a écrit aussi un mot, moins galant, pour me dire qu'il allait chevaucher toute la nuit, afin de faire une visite à sa maîtresse dès l'aube. Il ne veut pas que le soleil la voit avant lui. Sir Thomas — Une très belle expression ! Je lui donnerai mille livres de plus pour cette expression. Il ne veut pas que le soleil la voit avant lui ! J'assure que je n'ai jamais entendu une phrase si pleine d'esprit. Christina (à part à Isabella) — Oh, très délicate ! Voilà un aperçu de l'idiot que je dois bientôt épouser. Je le vois bien mieux à présent. |

La conversation revenant sur Ramble, lady Faddle leur apprend que celui-ci courtise une jeune fille, Betty Fisque, qu'un vieux lord débauché, lord Drybone, garde chez lui. Sir Thomas, ravi d'apprendre cela, triomphe auprès de sa fille :
| Sir Thomas — […] Maintenant, mademoiselle, allez-vous encore m'importuner avec ce Ramble ? Oui ? Êtes-vous prête à lutter pour ses beaux yeux avec Betty Frisque, et, pourquoi pas, à vous battre en duel avec elle ? |

Avant de se séparer, sir Thomas rappelle à lady Faddle que, selon leurs accords, sir Mannerly doit être en ville au plus tard le lendemain. Restée seule, Christina exprime sa douleur : « Maintenant que je suis seule, mon cœur pourrait se briser, mais je refuse qu'un homme aussi fourbe plante un trophée sur ma tombe », quand Isabella vient lui annoncer que Ramble passe dans leur rue avec des musiciens, et que sir Thomas est prêt à le poursuivre, le temps de passer son gilet en peau de buffle et de prendre sa rapière. Christina décide qu'elles vont le suivre également, toutes les deux masquées.

### Acte II
Merry, accompagné d'un groupe de musiciens, attend dans la rue son maître, Ramble, pour aller donner une sérénade à Betty Frisque. Comme ils se sont arrêtés devant la maison de lady Faddle, celle-ci pense que la sérénade qui se prépare est pour elle, et elle s'empresse de dire à sa domestique, Bridget, d'aller chercher le gentilhomme responsable de cette attention. Merry, toujours à l'affût d'une aventure, prétend que c'est lui le gentilhomme et il suit Bridget chez lady Faddle. Christina et Isabella, qui ont suivi la scène, se perdent en conjectures. Elles décident de tendre un piège à Ramble, en utilisant la maison vide de cousins. Pendant ce temps, les choses avancent très vite entre Merry et lady Faddle. Celle-ci, qui attendait depuis si longtemps un amoureux, est ravie d'entendre Merry lui proposer de l'épouser à l'église le lendemain. Ramble arrive et confie à Merry sa conception de l'amour :
| Ramble — Je suis pour réduire l'amour à l'état de nature ; je ne suis pas favorable à la propriété. Chaque homme ne doit avoir que ce qu'il peut obtenir, et je trouve que, dans ce cas, l'invasion est légitime. Quand un vieux bonhomme est en possession d'une jolie jeune fille, c'est comme une belle et fertile province aux mains des Turcs, tout bon chrétien se doit d'y déclarer la guerre, et la mienne est une sorte de guerre sainte ; je mérite une bénédiction. Merry — Mais, monsieur, vous allez faire que le vieux lord jaloux va couper la gorge de cette pauvre créature. Ramble — Oh non ! Il aime trop son divertissement. Comme un vieux chat qui a été un bon chasseur de souris en son temps, il aime sa proie, bien qu'il ne puisse plus que miauler après elle. |

Betty se rend près de la fenêtre, suivie par lord Drybone et par sa femme de chambre Cis :
| Lord Drybone — Que vas-tu faire près de la fenêtre ? Viens au lit, je te dis ! Betty — Je n'irai pas au lit. Lord Drybone — Tu veux faire ta mauvaise tête ? Betty — Oui. Lord Drybone — Allez, tu es une coquette orgueilleuse, stupide, capricieuse, peu distinguée et fantasque. Betty — Allez, vous n'êtes qu'un vieil homme faible et insignifiant. Ramble (qui écoute dans la rue) — Oh, c'est admirable ! C'est une sérénade pour moi. Lord Drybone — Comment oses-tu parler ainsi à un homme de ma qualité ? Betty — Que m'importe votre qualité ? Pensez-vous que je sois amoureuse d'un brevet ? Je veux un homme, et non pas un morceau de parchemin. |

Lord Drybone part se coucher, suivi peu après par Betty. Lorsque la fenêtre s'éteint, Ramble, déçu, demande à ses musiciens de jouer très fort pour la faire revenir, mais c'est lord Drybone qui vient les épier à la fenêtre et qui décide de sortir en chemise de nuit voir qui sont ces musiciens. Au même moment arrive sir Rash, armé d'une longue rapière, vêtu de son gilet de buffle et accompagné de quelques domestiques armés eux aussi. La plus grande confusion règne alors dans l'obscurité. Sir Thomas et lord Drybone s'observent mutuellement. Sir Thomas pense que lord Drybone est Ramble, qui a déjà passé sa chemise de nuit pour coucher avec sa fille. Lord Drybone pense que sir Thomas est le père de Betty Frisque, venu réclamer sa fille :
| Sir Thomas (saisissant lord Drybone) — Je vais t'apprendre à faire de ma fille une débauchée. Lord Drybone (croyant qu'il s'agit du père de Betty) — Comment ! Son père est ici ? Est-ce que ce vieil Hector est son père ? Faire de votre fille une débauchée, monsieur ? Mais votre fille était déjà une débauchée quand je l'ai connue. Sir Thomas — Oh horreur ! Ma fille est une fille publique ! Mais tu vas payer pour cela. Lord Drybone — Au meurtre ! Au meurtre ! George, Peter, Thomas, venez coquins, venez à mon aide ! Les serviteurs de lord Drybone — On attaque notre lord ? Sir Thomas — Au meurtre ! Au meurtre ! Andrew, Nicholas, Will, venez coquins, venez à mon aide ! |

La bataille est générale. Ramble et Merry arrivent et se battent aux côtés de sir Thomas. Le guet arrive sur ces entrefaites et fait cesser les combats. Le chef du guet connaît sir Thomas, lord Drybone et Ramble. Il paraît les ramener à la raison et les calmer, en leur conseillant de donner un pourboire aux hommes du guet et l'affaire sera oubliée. Mais sir Thomas veut que le guet saisisse Ramble pour qu'il soit jugé. Après le départ de sir Thomas, Ramble se demande ce que ce dernier a contre lui. Ayant promis de se présenter à la convocation de la police, le chef du guet le laisse libre. L'acte se termine sur l'interrogation de Ramble : « Je l'ai juste empêché de se faire couper la gorge. Si cela l'a mis en colère, je ne peux rien pour lui. »

### Acte III
Christina et Isabella ont monté un piège à Ramble. Isabella masquée va trouver celui-ci, et lui dit que sa maîtresse, une dame de qualité qui veut garder l'anonymat, dépérit d'amour pour lui. S'il veut la suivre, elle le conduira jusqu'à elle. Mais comme cette dame craint pour son honneur, elle exige un total secret. Ramble est d'accord et ils partent en chaises à porteurs. Isabella le conduit dans la maison vide des cousins, où commence alors une longue tractation. Isabella fait des va-et-vient entre Ramble et sa maîtresse, qui, dit-elle, ne veut pas le recevoir, craignant pour son honneur. La négociation se prolonge, et Ramble bout d'impatience, quand Isabella transmet les dernières conditions :
| Isabella — Pas si vite, monsieur ! Vous devez jurer de ne jamais rien divulguer. Ramble — Oui, oui, je jure ! Quoi d'autre ? Isabella — Je dois courir le lui dire. (Isabella sort et revient immédiatement) Isabella — Et vous devez jurer de ne pas la voir, de ne pas réclamer de lumière et de ne pas ouvrir les rideaux des fenêtres. Ramble — Je jure, je jure ! Isabella — Je cours le lui dire. (Elle sort et revient immédiatement) Isabella — Et vous devez jurer de ne pas lui parler, ou du moins de ne pas la contraindre à parler, de peur que sa voix trahisse qui elle est. Ramble — Je jure que je ne lui donnerai pas le loisir de parler. J'emploierai sa langue à toute autre chose. |

Toutes les conditions ayant été acceptées, Isabella introduit Ramble dans la chambre, où, à sa grande stupéfaction, il découvre Christina qui lui reproche son infidélité. Un moment désarçonné, Ramble retrouve son aplomb, disant qu'il avait deviné le complot, car il avait dès le début reconnu la voix d'Isabella. Christina ne le croit pas, mais la conversation est interrompue par un domestique qui vient annoncer l'arrivée de sir Thomas, qui recherche partout sa fille. Ramble s'esquive juste avant l'arrivée de sir Thomas, qui est furieux après sa fille, croyant, selon les dires de lord Drybone, qu'elle est une débauchée. De plus, sir Thomas croit que c'est Ramble qui lui avait dit cela au moment de la bataille rangée :
| Sir Thomas — Apprenez donc, mademoiselle Innocence, que vous êtes une impudique, que vous avez été impudique avec Ramble, il me l'a avoué, il me l'a confessé, il s'en est vanté face à moi, à ma barbe, avec sa langue, avec son épée. Il m'a dit que vous vous êtes abandonnée à lui, et que vous vous étiez déjà une débauchée avant qu'il vous touche. |

Christina s'évanouit, mais sir Thomas est intraitable. Il fait mettre dehors Christina toujours évanouie et sa suivante Isabella, disant qu'il n'a plus de fille et qu'elle n'a qu'à rejoindre Ramble. Il leur prédit que dans six mois, Ramble, las d'elle, la rejettera, et qu'elle finira sa vie dans les maisons de passe, puis dans la mendicité. À peine sa fille mise dehors, il se soucie du dédit du mariage, et pense qu'en agissant vite, il pourrait récupérer les mille livres de ce dédit.
Pendant ce temps, lord Drybone et Betty se disputent, lui prétend qu'elle n'est qu'une coquette, elle qu'il l'étouffe avec sa jalousie. Betty fait mine de vouloir s'en aller. Pensant que les choses deviennent sérieuses, lord Drybone tente de l'amadouer en lui promettant d'abord un bijou, puis de lui faire faire son portrait. Après avoir fait semblant de ne pas être intéressée, Betty finalement accepte la venue d'un peintre.
Sir Mannerly Shallow arrive à Londres, accompagné par son domestique Booby. Il est émerveillé par la ville. Ils rencontrent par hasard, Tom Rash, le portier de sir Thomas Rash, qui, ayant adopté le nom de son maître, en est un presque parfait homonyme. Son costume d'huissier, composé d'une écharpe en travers de la poitrine et d'une chaîne massive au cou, induit sir Mannerly en erreur. Il croit que Tom Rash est « soit un officier de la milice, soit le maire d'une ville quelconque, soit un chevalier »
| Sir Mannerly — Mais comme il porte par-dessus ses vêtements une grande chaîne d'argent, qui ressemble à la chaîne de notre maire, je pense qu'il est maire de quelque ville. Booby — Peut-être qu'il est maire d'une partie de cette ville, s'il plaît à votre Excellence, car elle est trop grande pour n'avoir qu'un seul maire. Sir Mannerly — Enfin il a sur la poitrine une grande chose ronde en argent, aussi grande que le dessous de notre sucrier en argent, avec son blason dessus, aussi ce doit être quelque chevalier de Londres. Enfin je suis certain qu'il est l'un des trois. Et il est venu de lui-même près de mon cheval, m'a désigné une auberge, et il a tenu malgré moi mes étriers pendant que je descendais de cheval. De toute ma vie, je n'ai jamais vu une personne aussi courtoise. J'étais si confus que, tout ce que j'ai pu dire, ce fut de le supplier de me faire l'honneur d'accepter un pauvre dîner avec moi à mon auberge. Aussi, Booby, as-tu pu voir cela avec lui ? Booby — J'ai parlé avec son Excellence, et il m'a promis de venir sans faute. |

Puis sir Mannerly entre dans une maison de passe, pensant qu'il s'agit d'une auberge. Il raconte cet épisode à Booby.
| Sir Mannerly — Je vais te raconter ce qui s'est passé. J'avais à peine demandé s'ils avaient de la biche que sont arrivées deux jeunes filles, les plus belles et les plus élégantes que je n'ai jamais aperçues — Mrs Anne Lackwit, la grande beauté de Lubbertown, n'est rien à côté d'elles — elles étaient couvertes de dentelles. […] Booby — Je n'ai jamais vu une chose pareille. Sir Mannerly — Moi non plus. Je ne les avais pas plus tôt saluées, pour leur montrer ma bonne éducation, que toutes les deux me prennent par le cou, et m'embrassent comme si elles avaient été mes sœurs ou comme si elles me connaissaient depuis vingt ans. Aussi je tombai tant amoureux d'elles que, sur ma conscience, si je n'avais pas été déjà fiancé, je me mariais avec la plus jolie des deux. […] Puis elles m'ont invité à une partie à l'étage. Et juste comme je montais avec elles, j'ai mis par hasard mes mains dans mes poches. C'était comme si le diable y était : tout mon argent s'était écoulé de ma poche. Je ne sais ni où, ni quand. Booby — Écoulé de la poche de votre Excellence ? Sir Mannerly — Oui, écoulé de ma poche. Booby — Quoi, de lui-même ? Sir Mannerly — Oui, de lui-même. Booby — Et personne pour vous aider ? Sir Mannerly — Non, personne. Booby — Tout l'argent ? Sir Mannerly — Sauf une pièce de six pence, qui était restée dans un coin de ma poche. Booby — Il y a de la sorcellerie là-dedans, et si j'étais votre Excellence, je demanderais à ces six pence de retrouver tout le reste. Sir Mannerly — Tu parles comme un imbécile ! Comment ces six pence pourraient retrouver le reste, alors que moi-même je n'y suis pas arrivé, alors que j'ai regardé dans tous les coins de la maison. Et ces jeunes filles furent si obligeantes qu'elles étaient prêtes à sortir avec moi et à chercher dans la rue, si je les avais laissé faire. |

Sir Mannerly est embarrassé, car il ne sait pas où habite sa tante Faddle, et c'est elle qui doit le conduire chez sir Thomas. D'autre part, il aurait dû arriver depuis quatre jours, et il craint d'avoir à payer un dédit de 1000 £ pour ce retard. Tom Rash, venant dîner comme prévu à l'auberge, leur propose de les conduire chez lady Faddle.

### Acte IV
Lady Faddle accueille sir Mannerly avec grand plaisir. Après les salutations d'usage que sir Mannerly croit faire avec esprit, lady Faddle lui fait passer une sorte d'examen, en lui demandant de danser, puis de chanter :
| Lady Faddle — Si vous voulez vous élever ici dans l'estime des dames, vous devez vous élever très haut en dansant, c'est-à-dire de danser dédaigneusement. Sir Mannerly — Oh, je suis capable de danser très dédaigneusement. Booby — Tout le comté dit que son Excellence se tient trop dédaigneusement. Lady Faddle — Faites un essai de danse dédaigneuse. (Sir Mannerly chante et saute). Très gracieux, je le confirme, et très dédaigneux ! Booby — Oh, son Excellence saute comme un choucas qui a une aile coupée. Sir Mannerly — Comme un choucas ? Holà garçon, ne fais pas de comparaisons aussi insolentes ! |

Sir Mannerly apprend à lady Faddle qu'il a joué dans des pièces de théâtre.
| Booby — Votre Excellence et moi avons joué dans un livre de tragédie, vous savez. [...] Sir Mannerly — Oh, oui, je dois vous raconter cela, ma tante, mon rôle était de battre une armée, et puis quand j'ai battu cette armée, deux autres armées sont arrivées pour la secourir, et, en trois heures, j'ai conquis quatre royaumes. Je criais — voyons voir, cela m'est un peu sorti de la tête ; je criais, Je !..., Je !... — Booby, te souviens-tu de cela ? Booby — Oh oui, votre Excellence, je m'en rappelle parfaitement. Je !... Je !... — ah flûte je l'ai oublié, je l'ai laissé tomber quelque part en route. Sir Mannerly — Quelle pauvre tête tu as ! Tu l'as pourtant joué avec moi ! Booby — Oui, mais votre Excellence m'avait tué avant de tenir votre discours. Le maître d'hôtel, le laboureur et moi étions l'armée. Sir Mannerly — Je ne t'ai pas tué en vrai, non ? Attends, je... Booby — Oh, maintenant je m'en rappelle, simple, ça commence par simple. Sir Mannerly — Oh simple, simple, ça commence par simple. « Ma simple épée abattra à la fois les hommes et les dieux. » Mais la suite est encore meilleure : « Je tuerai tout le monde, non encore plus que cela. » Booby — Voici vos hâleurs ! Sir Mannerly — Voici vos frappeurs ! Lady Faddle — Oh, ils ont maintenant une belle et ingénieuse façon d'écrire. |

Bien que sir Mannerly ait montré pendant tout ce temps sa bêtise, sa suffisance et son manque d'esprit, lady Faggle est fière de son neveu, et trouve qu'il est digne d'une princesse. Elle lui annonce qu'elle va, elle aussi, se marier. Elle le renvoie pour qu'il aille s'habiller pour son mariage.
Ramble est furieux après lui de s'être fait piéger par Christina. Il se promet de se repentir et de s'amender, quand Merry vient lui proposer une nouvelle aventure. Il lui apprend que lord Drybone a fait demander un peintre pour faire le portrait de Betty Frisque, mais Merry a convaincu ce peintre de laisser sa place à Ramble. Celui-ci déplore que cette proposition lui soit faite au moment même où il « s'engageait sur le chemin de la vertu et de la fidélité », mais reconnaît « qu'il ne peut résister à la tentation de cette intrigue ».
Lord Drybone et Betty se disputent encore, quand Ramble arrive chez eux, déguisé en peintre. Il installe ses instruments tout en faisant d'innombrables compliments à Betty, ce que lord Drybone n'apprécie pas. Puis Merry apparaît, déguisé en avocat. Il dit à lord Drybone qu'il a une affaire de la plus haute importance à lui faire part, et force ce dernier à quitter la pièce avec lui, sous le prétexte d'un entretien secret. Ramble en profite pour faire une déclaration d'amour à Betty. Ils se fixent un rendez-vous chez Ramble.
Betty s'est à peine présentée chez Ramble, que lady Faddle, qui l'avait suivie, arrive aussi. Betty n'a que le temps de se cacher chez Ramble. Ramble ne parvient pas à se débarrasser de lady Faddle, qui veut que Ramble lui fasse son portrait. Merry survient et se demande si Ramble n'a pas une aventure avec sa future femme, lady Faddle. Puis arrive sir Thomas avec des huissiers, afin de faire arrêter lady Faddle, qui doit lui payer 1 000 livres pour le dédit du mariage. Lady Faddle lui répond qu'il n'est pas nécessaire qu'elle aille en prison, car elle a suffisamment de biens pour payer cette somme, ce qui réjouit Merry. Puis ce sont Christina et Isabella qui arrivent. Christina veut que Ramble répète devant elle et en public, ce qu'il avait dit à son père à son sujet, qu'elle était une débauchée. Ramble jure qu'il n'a jamais rien dit de tel.
Quand sir Thomas apprend que sa fille est pure et que sir Mannerly est en ville, il redevient favorable au mariage et dit à lady Faddle d'oublier le différend qui les opposait. Ramble veut s'opposer au mariage de Christina avec sir Mannerly, mais Christina lui dit qu'elle ne veut plus de lui. Par dépit, elle dit qu'elle va obéir à son père et se marier avec sir Mannerly. Ramble est désespéré, et tout le monde sort, sauf lui et Merry. Il demande à Merry d'empêcher ce mariage. Merry s'en va en disant qu'il fera tout ce qu'il pourra.
Ramble étant seul, Betty sort de sa cachette. Elle a tout entendu. Elle se moque de lui, et lui dit en partant : « Je remercie mon vieux lord de me garder à l'écart d'hommes fourbes et menteurs tels que vous. » Ramble, misérable, se reproche sa conduite passée. 
Sir Mannerly, habillé pour son mariage, et Booby recherchent Christina, lorsqu'ils rencontrent de nouveau le portier, Tom Rash, qu'ils prennent toujours pour un noble chevalier. Quand Tom leur dit son nom, ils pensent qu'il s'agit de sir Thomas Rash, et ils lui annoncent qu'ils sont là pour épouser sa fille. Tom Rash finit par comprendre l'erreur, et tente de la dissiper, mais sir Mannerly ne veut rien entendre, pour lui Tom Rash est sir Thomas Rash. Tom décide de les conduire jusqu'à la maison de son maître.
La femme de Tom veut exploiter le malentendu et faire marier sa fille Winnifred avec sir Mannerly. Tom la lui présente et sir Mannerly est ravi de sa beauté. Mais Ramble arrive, prend sir Mannerly à part, et lui dit qu'il ne veut pas qu'il se marie avec la fille de sir Thomas. Il lui donne le choix, soit de se battre en duel avec lui, soit de repartir immédiatement pour le Cumberland. Sir Mannerly choisit cette dernière solution et lui et Ramble sortent.
Dans la confusion, une mendiante se saisit de la bourse de sir Mannerly, contenant mille livres en or, dont Booby avait la charge. Elle s'enfuit en laissant à la place le bébé qu'elle tenait dans ses bras. Ramble et Merry reviennent, après s'être débarrassés de sir Mannerly et de Booby, arrêtés par un constable et par la foule. Rencontrant sir Thomas et Christina, ils insistent auprès d'eux pour retrouver leurs faveurs, mais l'un et l'autre le repoussent.
| Sir Thomas — Cessez de nous suivre et de nous importuner, monsieur Ramble, car, je le déclare solennellement, vous n'aurez jamais ma fille. Christina — Monsieur Ramble, mon père m'a fiancée à quelqu'un d'autre ; et de toute manière, je n'oublierai jamais les mots que vous avez prononcés. Aucune folie, aucune raillerie, aucune ivresse, rien qui soit, ne peuvent les excuser. Vous leur devez ma haine éternelle. Vous êtes la seule créature de Dieu que j'ai en horreur. Ramble — Alors je suis l'être le plus misérable de toute la création, et d'autant plus misérable que je suis innocent ; car, quels qu'aient pu être mes autres péchés, je suis totalement innocent de celui, impardonnable, d'avoir blasphémé votre honneur. Pourquoi aurais-je dit cela ? Qu'est-ce qui m'aurait poussé à le faire ? Qu'avais-je à gagner en le disant ? Christina — Cette vaine gloriole de dandy propre à tout votre sexe, diffamant les femmes que vous ne pouvez abuser autrement. Sir Thomas — Et moi, monsieur, qu'est-ce qui m'aurait poussé, qu'est-ce qui m'aurait incité, qu'avais-je à gagner, à raconter un mensonge ? Isabella — Je vous jure, madame, que je commence à avoir pitié de lui, et je pense qu'il y a quelque part une erreur. |

La seule explication que Ramble puisse trouver est : « Quelque diable lui est apparu en prenant ma forme, et lui a raconté cela ». Ce mystère resterait irrésolu, si lord Drybone et Betty Frisque n'apparaissaient pas à ce moment précis. Voyant sir Thomas et le reconnaissant de la nuit dernière, lord Drybone veut lui rendre sa supposée fille, Betty. Comme il donne des détails de la rencontre, le malentendu s'éclaircit : c'est lui qui a dit que la fille de sir Thomas était une débauchée. Sir Thomas s'excuse auprès de Ramble, et lord Drybone auprès de Betty. Celle-ci en profite pour lui demander une rente à vie de 500 livres par an. Lord Drybone s'y engage devant toute la compagnie. 
Ramble reconnaît ses fautes devant Christina, et sir Thomas avoue que s'il n'avait pas mille livres de dédit à payer, il lui donnerait sa fille. Ramble offre de les payer. Sir Thomas lui donne sa fille, et Ramble promet de ne plus jamais faire de peinture. Sir Mannerly apparaît tout fier avec sa femme, qu'il vient d'épouser à l'instant. Il apprend alors qu'il s'agit, non de la fille de sir Thomas, mais celle de son portier. Sir Mannerly veut se « démarier », mais il est trop tard.
Puis arrive Booby, tenant dans les bras un bébé, accompagné d'un constable. Il explique qu'une mendiante a pris la bourse d'or et a laissé cet enfant en échange. Sir Mannerly demande à la mère de sa femme d'élever cet enfant, lui promettant de payer pour cela, et Booby est libéré. Sir Mannerly conclut qu'étant venu à Londres, il y a perdu son argent, sa maîtresse, s'est marié avec la fille d'un portier et a eu un enfant à élever. Il décide qu'il n'y remettra plus jamais les pieds.

## Analyse et critique
Cette pièce eut apparemment un grand succès, car, dans sa dédicace au comte de Middlesex, il écrit « qu'elle a résisté à l'assaut de tout un parti qui m'avait fait l'honneur de se déclarer mon ennemi, et qu'elle fut honorée par la faveur du roi Charles II ». Cette approbation royale était un atout de grande valeur. Cette pièce fut publiée la première fois en 1675, puis en 1693 et une troisième fois en 1735.
Cette pièce part du postulat qu'un homme élevé exclusivement à la campagne ne pourra jamais devenir un homme d'esprit, quels que soient son niveau social et sa situation de fortune. Tout comme monsieur Jourdain, dans Le Bourgeois gentilhomme de Molière, se ridiculisant en tentant d'atteindre un but inaccessible, puisque né bourgeois, il ne pourra jamais devenir gentilhomme, sir Mannerly, né dans le Cumberland, tente vainement d'être un homme d'esprit. Il énonce invariablement des platitudes ou des niaiseries en pensant faire des mots d'esprit, puisque, selon la thèse de Crowne, une personne originaire de la campagne, du comté de Cumberland par exemple, ne pourra jamais maîtriser l'esprit londonien. La coexistence de deux états incompatibles et antinomiques est soulignée dans les oxymores des titres de ces deux pièces : Le Bourgeois gentilhomme et The Country Wit.
Toutefois, l'influence la plus visible de Molière dans cette pièce vient du Sicilien ou l'Amour peintre, joué huit ans plus tôt, en 1667, dont l'intrigue principale a été reprise pour l'intrigue secondaire entre Ramble, Betty Frisque et lord Drybone, à l'acte IV. Certains dialogues sont traduits mot pour mot des dialogues des scènes 10 et 11 de la pièce de Molière. Arthur White indique que l'on retrouve encore d'autres influences de Molière, rapprochant par exemple sir Thomas Rash, qui veut marier sa fille contre sa volonté pour des raisons d'argent, d'Orgon de Tartuffe, qui fait de même, ou trouvant des similitudes entre sir Mannerly Shallow et monsieur de Pourceaugnac de la pièce du même nom. Le personnage d'Isabella semble avoir été modelé sur celui de Dorine du Tartuffe, partageant avec elle une extrême impertinence et un solide bon sens, tandis que celui de lady Faddle ressemblerait à Bélise des Femmes savantes, et à la comtesse d'Escarbagnas de la pièce du même nom. Malgré toutes ces sources d'inspiration, les personnages de Crowne restent toutefois très anglais.
Selon la tradition anglaise, cette pièce, malgré son inspiration molièresque, contient plusieurs intrigues. La principale traite de la relation amoureuse entre Ramble et Christina. Deux intrigues secondaires consistent en la tentative de séduction de Betty par Ramble, et en les relations amoureuses et tumultueuses entre Betty et lord Drybone. Il existe même une intrigue mineure qui se noue entre Merry et lady Faddle. Enfin les tribulations de sir Mannerly à Londres sont traitées sur le registre de la farce. Tout parvient à se dénouer à la fin, l'intrigue principale est résolue par la propre élimination de sir Mannerly.
Cette pièce contient un certain nombre de plaisanteries ou remarques grivoises, la rapprochant parfois de la farce, ce que Crowne reconnaît dans sa dédicace. Ainsi ce dialogue à l'acte III, où Ramble croit avoir obtenu un rendez-vous galant avec une dame inconnue qui désire le secret le plus absolu :
| Isabella — Et vous devez jurer de ne pas lui parler, ou du moins de ne pas la contraindre à parler, de peur que sa voix trahisse qui elle est. Ramble — Je jure que je ne lui donnerai pas le loisir de parler. J'emploierai sa langue à toute autre chose. |

Ou, encore à l'acte III, ce dialogue entre Betty Frisque et le vieux lord Drybone, qui se plaint que sa jeune maîtresse lui coûte cher, alors que lui ne fait que rarement appel à ses charmes :
| Lord Drybone —… Je paierai l'impôt que vous avez levé à mon encontre, mais c'est difficile pour un homme de payer une taxe de ramonage diantrement élevée, alors qu'il n'y a jamais de feu. Betty — Vous ne pouvez pas me le reprocher, car j'ai assez souvent soufflé dessus pour tenter de le ranimer. |

Pourtant, ou peut-être à cause de cela, cette pièce était une des favorites de Charles II
On ne trouve pas dans le texte de Crowne des mots d'esprit —the wits— aussi nombreux et aussi brillants que chez Etherege par exemple. Le « wit » anglais, qui « associe des idées, qui, au premier abord, paraissent dissemblables ou incongrues, afin de produire des images plaisantes, dont la beauté apparaît immédiatement, sans avoir besoin de faire appel à la réflexion », est un exercice difficile. Crowne fait souvent des jeux de mots, jouant sur la polysémie ou la ressemblance de mots clefs —les deux prostituées proposant à sir Mannerly une partie (party), et lui les accompagnant car il comprend un pâté (pasty)—, ou fait des faux wits. En mettant ces faux wits dans la bouche de sir Mannerly, il rend celui-ci d'autant plus ridicule que ce squire garde en les énonçant sa suffisance et son assurance d'homme d'esprit.
| Lady Faddle — Je suis persuadée qu'il y a autant de comparaisons dans ta tête que dans les pièces de théâtre. Sir Mannerly — Oh Dieu ! La tête d'un gentilhomme est un banc de comparaisons, qui produit tout autant de comparaisons qu'un banc d'huitres produit d'huitres. |

ou
| Sir Mannerly — Ainsi, en parlant des yeux brillants d'une dame, on dit : Comme la leste splendeur de ses yeux, Gambade, caracole et s'enfuit au galop ! C'est une élégante comparaison que de comparer les yeux d'une dame à un cheval. Lady Faddle — Oui, et leste est une épithète superbe et inattendue quand on l'associe à splendeur. |

La carrière de cette pièce a été relativement longue pour une comédie de la Restauration anglaise. On sait qu'elle a été jouée la première fois en fin 1675 ou au début de 1676, mais on ignore combien il y eut de représentations jusqu'à la fin du siècle. Entre 1704 et 1727, elle fut jouée au moins dix fois. Comme toutes ces comédies, elle connut ensuite une éclipse de plusieurs siècles, à cause de ses plaisanteries et situations grivoises. Ses représentations ont repris au XXe siècle.